# 第5タイ＝ラオス友好橋
第5タイ＝ラオス友好橋 （だい5タイ・ラオスゆうこうばし、タイ語: สะพานมิตรภาพ ไทย-ลาว แห่งที่ 5, ラーオ語: ຂົວມິດຕະພາບ ລາວ-ໄທ ແຫ່ງທີ່ 5 ）はタイのブンカーン県ブンカーン郡ホアイスアム村とラオスのボーリカムサイ県パクサン郡クワイ村を結ぶ橋で、今後建設が計画されている段階にある。
建設費は36.4億バーツで、タイ側22.3億バーツ、ラオス側14.1億バーツを計画し、ラオス側の資金はタイのNEDAによる特別融資が計画されている。
本友好橋は2車線1350mの橋梁と、接続道路としてタイ側では12km、ラオス側では3kmの道路を建設する計画である。
なお現在は、この地点ではフェリーを利用して車両や人が往来している。